# Lactophrys trigonus
 Lactophrys trigonus és una espècie de peix de la família dels ostràcids i de l'ordre dels tetraodontiformes.

## Morfologia
- Els mascles poden assolir 55 cm de longitud total i 3.310 g de pes.[2][3]

## Hàbitat
És un peix marí, de clima tropical i associat als esculls de corall que viu entre 2-50 m de fondària.

## Alimentació
Menja una àmplia varietat de petits invertebrats bentònics, com ara mol·luscs, crustacis, cucs i tunicats.

## Distribució geogràfica
Es troba des del Canadà i Massachusetts (Estats Units) fins al Brasil, incloent-hi Bermuda, el Golf de Mèxic i el Carib. També és present a la Mediterrània.

## Ús comercial
És molt apreciat com a aliment al Carib.

## Observacions
N'hi ha informes d'enverinament per ciguatera.